# ハンドバッグでネオナチを殴る女性
「ハンドバッグでネオナチを殴る女性」（ハンドバッグでネオナチをなぐるじょせい、スウェーデン語: Kvinnan med handväskan、あるいは「ハンドバッグを持った女性」）は、スウェーデンのベクショーで1985年4月13日にフォトジャーナリストのハンス・ルネッソンが撮影した、旗をもって行進するネオナチの男性の後頭部を38歳の女性がハンドバッグで殴る様子が撮影されている写真である。

## 概要
この写真はスウェーデンにおけるネオナチ政党、北欧帝国党の支持者たちがデモを行っている間に撮られた。翌日の『ダーゲンス・ニュヘテル』に掲載され、さらに次の日にはイギリスの新聞数紙にも掲載された。ルネッソンの写真は1985年、「スウェーデンの今年の1枚」(Årets bild) に選ばれ、さらにその後『Vi』誌とスウェーデン写真歴史協会により「世紀の1枚」にも選ばれた。写真はゼラチンシルバープロセスを用いており、ギャラリー所有者ペレ・ウンガーが刷った。12枚の他に作家用が3枚、版元用が3枚作られ、サイズは58 by 80センチメートル (23 in × 31 in)で値段は€3000–6000ほどである。
写真の女性はダヌータ・ダニエルソン(1947年 – 1988年)であった。ダニエルソンはあまり人前に出てジャーナリストと話したがらなかったため、彼女についての詳細な情報は知られていないが、ポーランド系であり、第二次世界大戦中には母が強制収容所に収容されていたとされる。

## 人物

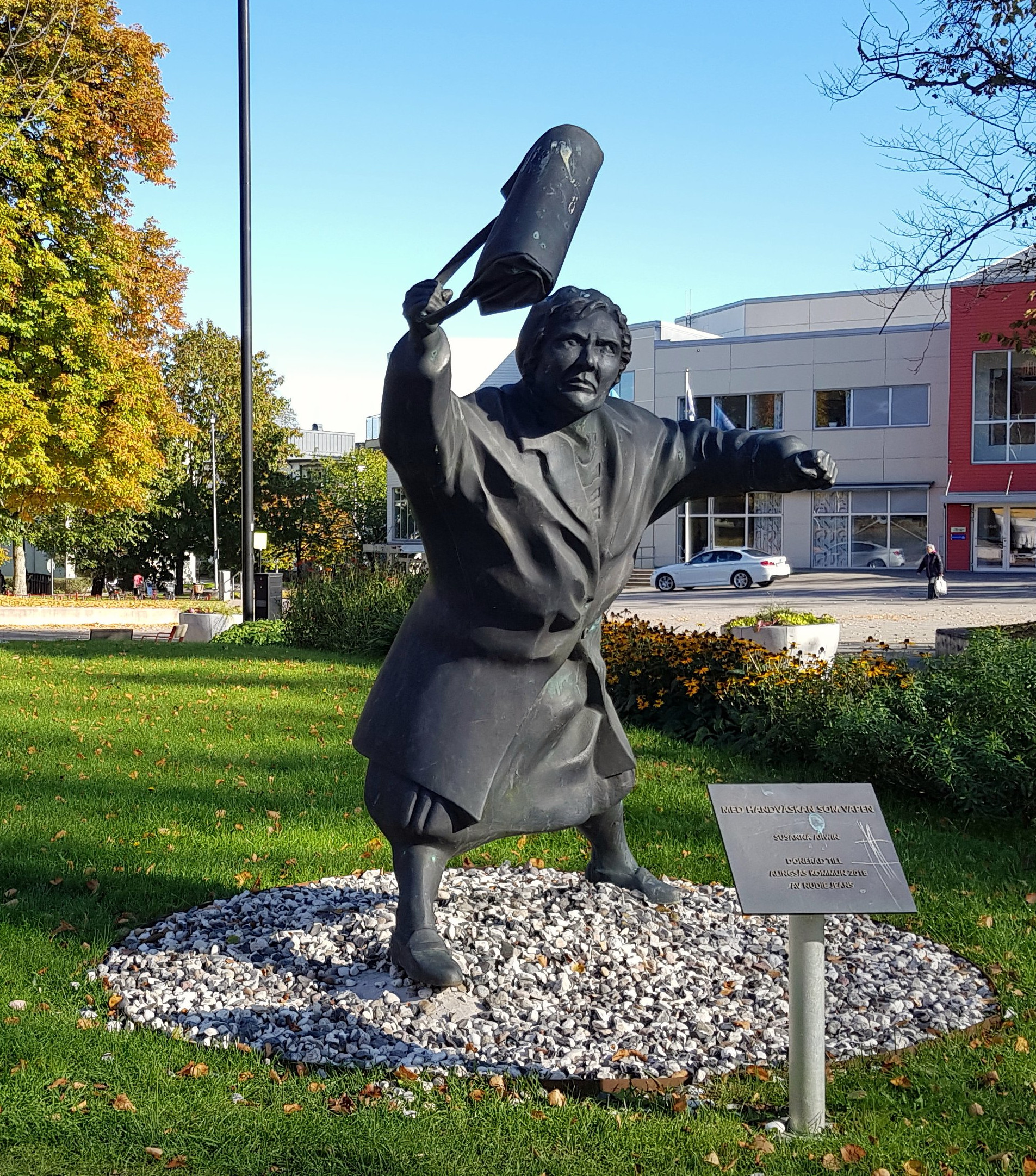
スウェーデンのベクショーに設置された銅像。

ダヌータ・ダニエルソン (Danuta Danielsson、バッグで殴っている女性)は、1947年にポーランドのゴジュフ・ヴィエルコポルスキで生まれた。旧姓はセン (Seń)で、兄弟姉妹が3人いた。セン家はユダヤ系ポーランド人の家系で、彼女の母はホロコーストの際にマイダネク強制収容所に入れられていた。1981年、彼女はポーランドのジャズ・フェスティバルでビョルン・ベソン・ダニエルソン (Björn "Beson" Danielsson)と出会った。二人はゴジュフで結婚し、1982年10月にスウェーデンに移住した。
写真に撮られた事件の後、ダニエルソンは起訴されたりネオナチに報復されたりするのを恐れ、名乗り出なかった。一般社会の間で彼女の名が知られるようになったのは、30年近く後のことである。それまで、写真に写った女性はtant（おばさん）という通称で呼ばれ、「ありふれた暗黙の叡智、市民の勇気、道徳的な整合性」の象徴とされた。ダニエルソンは精神的な不調をきたし、1988年にベクショーの給水塔から身を投げ自殺した。
新聞報道で写真の女性がダニエルソンであると判明したのは2014年のことで、後述する記念像の設立をめぐる議論が繰り広げられている最中だった。ダニエルソンの息子は、ダニエルソンが件の写真を好まず、評判になったことを悔いていたとして、記念像設立計画を批判した。またこの息子は、ダニエルソン自身が強制収容所の生存者だったとか、事件当時のダニエルソンは精神的不調のため自分が何をしているのか理解していなかった、などといった風説を否定した。
セッポ・セルスカ (Seppo Seluska、殴られている男性)は、北欧帝国党に所属していた過激派で、事件の数か月後にあるゲイのユダヤ人を拷問し殺害したとして有罪判決を受けている。

## 記念像問題
2014年にスウェーデンの彫刻家スザンナ・アルヴィンが写真に基づくダニエルソンの全長30cmほどのミニチュアブロンズ像を造った。さらにアルヴィンは、ダニエルソンの等身大の像をベクショーに立てる計画を持っていた。しかしこれは2015年2月に却下された。暴力を助長していると受け取られる恐れがあると市議会議員が懸念を示したため、またダニエルソンの遺族がそのような形で記念されることを望んでいないと報じられたためであった。この決定に抗議して、既存の像にハンドバッグを付け加える運動がスウェーデン中で巻き起こった。
2015年9月、著名人であるLasse Didingが、ダニエルソンの像を買い取ったと発表し、ヴァールベリ市に寄付する構想を示した。ヴァールベリ要塞で像が披露されたものの、ヴァールベリ市の文化委員会は2016年4月の採決で寄付を受け付けない旨を決した。
現在、ダニエルソン象はヴァールベリ市にあるLasse DidingのWäring邸の庭に置かれている他、第二の像がアリングソースで披露された。